# Giovanni Semerano (filologo)
Giovanni Maria Semerano (Ostuni, 21 febbraio 1911 – Avezzano, 20 luglio 2005) è stato un bibliotecario, filologo classico e linguista italiano.
Studioso delle antiche lingue europee e mesopotamiche, è stato autore di ampi dizionari etimologici di greco e latino. Propose una sua controversa teoria delle origini della cultura europea, in base alla quale le lingue europee risulterebbero essere di provenienza mediterranea e fondamentalmente semitica.

## Biografia
Frequentò a Ostuni le classi elementari e le scuole medie; a Bari, invece, frequentò gli studi liceali, guidati dal professore Angelico Tosti, e i primi studi universitari. Negli anni trenta, all'età di 25-26 anni, lasciò la famiglia e si trasferì a Firenze. Nel 1934 conseguì la laurea in lettere classiche a Firenze, dove tra i suoi insegnanti ebbe l'ellenista Ettore Bignone (del quale fu anche assistente), il filologo Giorgio Pasquali, il semitologo Giuseppe Furlani, Bruno Migliorini e Giacomo Devoto, del quale fu amico e frequentatore (come lo fu anche di Antonino Pagliaro, Aldo Neppi Modona, Ambros J. Pfiffig); nei suoi studi incontrò anche Gaetano de Sanctis.
Insegnò al Liceo classico di Massa, ove fu professore di greco e latino e collega del poeta Mario Luzi. Il 1º luglio 1940 vinse il concorso di bibliotecario aggiunto alla Biblioteca Nazionale Centrale di Firenze. Dall'ottobre 1940 al gennaio 1942 e dal marzo 1943 fino all'8 settembre fu richiamato alle armi. Nel dopoguerra lavorò per un periodo alla Biblioteca Marucelliana di Firenze. Nel 1948 fu promosso bibliotecario di prima classe.
Nel 1950 subentrò al commissario Mario Corsini come direttore della Biblioteca governativa di Gorizia, e gli fu inoltre affidata la reggenza della soprintendenza bibliografica di Verona (e in seguito del Veneto occidentale). Nel maggio 1953 fu trasferito come direttore alla Biblioteca Riccardiana di Firenze; nel 1955 sostituì Alberto Giraldi alla soprintendenza per la Toscana.
Nel 1960 e nel 1965 fu promosso dapprima direttore di biblioteca di 3ª classe e poi direttore di 1ª classe.
Dopo l'alluvione del 4 novembre 1966, che colpì anche la Soprintendenza (allora collocata all'interno della Biblioteca nazionale), promosse il recupero del materiale alluvionato di varie biblioteche cittadine, tra le quali il Gabinetto Vieusseux. Nel 1967 fu insignito della medaglia d'oro per i benemeriti della cultura. Negli anni cinquanta e sessanta partecipò abitualmente ai congressi dell'Associazione italiana biblioteche, della quale fu socio almeno dal 1951 e membro del Consiglio direttivo per il triennio 1957-1960.
Alla fine di settembre del 1972, col trasferimento delle soprintendenze statali alle Regioni a statuto ordinario, lasciò l'incarico e diresse la Biblioteca Medicea Laurenziana. Il 2 maggio 1973 fu collocato a riposo. Nel 1999 ricevette la targa d'oro da Ostuni, nel 2001 il presidente del Consiglio regionale della Toscana Riccardo Nencini gli consegnò la targa d'argento del Consiglio e nel 2003 la Società di San Giovanni Battista gli assegnò il premio Bel San Giovanni “per l'apporto recato all'elevazione spirituale e materiale della comunità in cui opera”. Sempre lo stesso anno, il 25 novembre, ricevette il Fiorino d'Oro "Per aver condotto gli studi sulle origini della civiltà e delle lingue indo-europee secondo un metodo critico e creativo che lo ha portato ad esplorare inediti percorsi etimologici".
Le sue opere rappresentano una rivoluzione nel rapporto tra storia, linguistica, antropologia e filosofia, offrendo nuovi codici di lettura per la conoscenza delle lingue e delle civiltà, in una prospettiva umanistica che caratterizza ancora oggi il nostro orizzonte di conoscenza”.. Collaborò con Radio Vaticana trattando temi a carattere bibliografico. Fu anche presidente dell'Ente Nazionale Giovanni Boccaccio, membro dell'Oriental Institute di Chicago e membro onorario dell'Accademia Etrusca.

## Opere

### Le origini della cultura europea
Le origini della cultura europea è l'opera principale di Giovanni Semerano, pubblicata in quattro volumi autonomi tra il 1984 e il 1994.
- I primi due volumi sono entrambi sottotitolati: Rivelazioni della linguistica storica - in appendice Il messaggio etrusco e consistono nella disamina di circa 2.000 lemmi dell'etrusco, del basco e toponimi, idronimi, teonimi ed etnonimi europei e mediterranei, di cui l'autore presenta relazioni e corrispondenze con il sumero e con lingue semitiche come accadico, ebraico e arabo ed altre lingue semitiche. Significativa parte dell'opera è dedicata all'etrusco[10].
- I secondi due volumi (Dizionario della lingua greca e Dizionario della lingua latina e delle voci moderne), con sottotitolo "Basi semitiche delle lingue europee", sono dizionari etimologici in cui il filologo esamina circa 8.000 termini del greco, del latino, del tedesco e dell'inglese rintracciandone la corrispondenza con il lessico delle antiche lingue semitiche

Nel suo lavoro Semerano ha messo a confronto migliaia di termini del lessico delle antiche lingue europee, attestati nella letteratura e nelle iscrizioni, con quelli delle antiche lingue della Mesopotamia, di cui si ha abbondanza di testimonianze. Il lessico comparato è costituito da idronimi (nomi di fiumi), antroponimi (nomi di persone), teonimi (nomi di divinità), toponimi (nomi di luoghi), e ancora da nomi di oggetti d'uso comune e da verbi, propri delle attività manuali e del pensiero.
Da tale confronto secondo l'autore emergerebbe un'affinità semantica (di significato) e fonetica (di suono) tra i lessici delle lingue europee e di quelle mesopotamiche, in particolare con l'accadico, il linguaggio antico con un'ampia tradizione scritta, appartenente alla famiglia delle lingue semitiche e con tracce di sostrato sumerico.
Dalle affinità semantiche lo studioso trae inoltre la tesi dell'esistenza di un'antica unità culturale protostorica dell'Europa e del Vicino Oriente, che si sarebbe articolata lungo la via continentale del Danubio e lungo le coste del Mar Mediterraneo, dall'Africa fino all'Irlanda, sulle vie del commercio dell'ambra, dello stagno e anche del ferro.

#### Esempi di comparazione lessicale
- italiano Marco (nome proprio)
  - latino Mārcus, -i (nome proprio)
  - accadico mar'u (figlio, rampollo, diletto, discendente, ecc.)
- latino mās, măris (maschio)
  - accadico māru, mer'u, mar'u (figlio: maschio o femmina, discendente, ecc.)
  - sumero maš, ma-áš, poi ma-ar (figlio: maschio o femmina, rampollo)
- italiano grosso
  - latino grossus, -a, -um (grosso, spesso)
  - accadico guruššû, kurussû (chi ingrassa le bestie), kuruštû (pecora ingrassata), ecc.
- kurgan/kur-gan (i tumuli degli antichi popoli delle steppe)
  - sumero kur (altura) e sumero ganun, accadico ganūnu (luogo di abitazione)
- italiano cavallo
  - latino equus-caballus = attaccare al carro, mettere i finimenti
  - accadico kabālu
  - semitico occidentale kabl (corda)
  - francese câble (cavo)
- latino equus (cavallo)
  - accadico ekēwu (ekēmu = portare via)
- sumero agàr (campo)
  - latino ager
  - greco Aγρός
  - accadico ugāru
- italiano etere
  - greco αὶθήρ (aria per Empedocle e fuoco per Anassagora...)
  - aramaico aṯrā
  - ugaritico aṯr
  - arabo aṯar
  - accadico ašru (spazio, luogo sacro, sede della divinità), ricalco della base di accadico watar, stesso costrutto di watru (eccelso, eminente)...

### La favola dell'indoeuropeo
In questa breve opera l'autore sostiene, senza alcuna prova scientifica definitiva,  che l'ipotesi dell'indoeuropeo non sarebbe plausibile e che tale lingua ipotetica sarebbe priva di testimonianze, sottolineando l'enorme quantità di vocaboli che, nelle lingue europee, risulterebbero ancora privi di una convincente etimologia. Alcune pagine sono dedicate a Filippo Sassetti, un mercante fiorentino del XVI secolo che si recò in India e notò le affinità tra il sanscrito e il latino, ed altre alle lingue degli Ittiti, Hurriti, Mitanni, Luvi, Celti-Galati, Germani, Etruschi e infine al lessico della numerazione, che secondo l'autore porterebbero molto lontano dall'ipotesi indoeuropea e direttamente nell'antica Mesopotamia.

### L'infinito: un equivoco millenario
L'opera fu pubblicata nel 2001 con il sottotitolo Le antiche civiltà del Vicino Oriente e le origini del pensiero greco. Attraverso una rassegna comparativa di numerose parole, il filologo espone il proprio pensiero sull'influenza profonda che le civiltà dell'antica Mesopotamia avrebbero avuto sulla cultura europea e del bacino del mediterraneo. Tra le molte voci trattate, viene analizzato il termine Ápeiron (ἂπειρον), parola centrale nella filosofia di Anassimandro. Il filosofo definisce infatti l'elemento da cui hanno origine tutte le cose, il loro principio (in greco antico arkhé) con il termine àpeiron, che abitualmente viene ritenuto costituito da a- privativo ("senza") e da péras ("determinazione", "termine") e tradotto pertanto come "indeterminato" o "infinito".
Secondo Semerano, tuttavia, poiché la parola péras ha una e breve, mentre àpeiron ha un dittongo ei che si legge come una "e" chiusa lunga, il dittongo non potrebbe essersi prodotto dalla e breve di péras. Semerano riconduce invece il termine al semitico 'apar, corrispondente al biblico 'afar e all'accadico eperu, tutti vocaboli che significano "terra". Il noto frammento di Anassimandro, in cui si dice che tutte le cose provengono e ritornano all'àpeiron, non si riferirebbe dunque ad una concezione filosofica dell'infinito, ma ad una concezione di "appartenenza alla terra", che si ritrova nel testo biblico: "polvere sei e polvere ritornerai".
Sulla base di questa interpretazione, Semerano rilegge dunque tutto lo sviluppo della filosofia precedente la sofistica in una chiave anti-idealista e anti-metafisica, riconducendo la filosofia presocratica essenzialmente ad una fisica corpuscolare, che accomunerebbe tra gli altri Anassimandro, Talete e Democrito. L'intera vicenda della nascita della filosofia greca non viene vista come una miracolosa isola di razionalità, ma come parte integrante di una più estesa e antica comunità umana che comprende anche la Mesopotamia, l'Anatolia e l'Egitto.

### Lebenswerk
In Italia Semerano rivalutò l'importanza dell'Oriente, ed in particolare dell'accadico, per gli studi di semitistica, che in precedenza si erano focalizzati sull'arabo e sull'ebraico. Nel volume Lebenswerk (Le origini della cultura europea, 1984) pubblicò 9.000 schede comparative che ponevano a confronto i significati di parole accadiche con altrettanti termini latini o greci, da lui pazientemente costruite.
Una precedente versione più estesa era già pronta sul finire degli anni '60 e ne sparirono le tracce durante l'Alluvione di Firenze. Nell'84, Semerano ricominciò da capo il proprio lavoro di ricerca, dando alle stampe il primo dei due volumi dell'opera.

### Elenco
- Itala gente : Lineamenti di etica letteraria, Firenze, Sansoni, 1940.
- Lady Hamilton, Firenze, Monsalvato, 1942.
- Prefazione in  Mugello e Val di sieve : note e memorie storico, artistico, letterarie, Gaspero Righini, Firenze, Tipografia Pierazzi, 1956.
- Discorso tenuto dal soprintendente alle biblioteche per la Toscana prof. Giovanni Semerano in occasione della inaugurazione della riordinata Biblioteca comunale, il giorno 22 giugno 1958, in Massa Marittima, Empoli, Tipografia Barbieri, Noccioli e C, 1958.
- Editoria eroica e Risorgimento, Firenze, Sansoni, 1960.
- Paggi, Bemporad, Marzocco : storia di una casa editrice : estratto dall'Almanacco italiano, rivisto e a cura di Giovanni Semerano, Firenze, Bemporad Marzocco, 1960.
- Scienza è dolore. Un grande filologo classico: Ettore Bignone, Firenze, Sansoni antiquariato, 1960 («Biblioteca degli eruditi e dei bibliofili», 63).
- Giovanni Semerano (a cura di), Omaggio a Marino Parenti. Scritti vari dedicati a Marino Parenti per il suo sessantesimo anniversario, Firenze, Sansoni antiquariato, 1960.
- Civiltà di una nuova Europa, Bologna, L. Cappelli editore, 1962, ISBN 88-424-9762-2.
- Presentazione in  Altri tempi : ricordi pugliesi, Giuseppe Caiati, Bologna, L. Cappelli editore, 1962.
- AA.VV., Ricerche preindoeuropee. Glottologia e arte, in Antichità viva., n. 9, Firenze, Edam, Anno I: 1962.
- Ricerche preindoeuropee: gli Ittiti, Firenze, Edam, 1963.
- I Giunti, editori europei del Rinascimento, Firenze, Bemporad Marzocco, 1965.
- AA.VV., Le Biblioteche, in Antichità viva. Rassegna bimestrale d'arte diretta da Pietro Milone, n. 6, Firenze, Edam, Anno V: novembre-dicembre 1966, ISSN 0003-5645 (WC · ACNP).
- Nota introduttiva in  Giuliana Fabbroni, Breve storia della musica dalle origini ad oggi, sotto gli auspici del Comitato fiorentino della Societa nazionale Dante Alighieri, Firenze, Il fauno edizioni, 1978.
- Le origini della lingua e della cultura etrusca nel quadro delle civiltà italiche: rivelazioni della linguistica storica, in Quaderni della Biblioteca, n. 12, Arezzo, Terranuova Bracciolini, 1985, ISSN 0003-5645 (WC · ACNP), OCLC 708326105.
- Anna Romano : malarstwo, Varsavia, Galeria Zachęta, 1987, OCLC 501085663.
- Le origini della cultura europea. Rivelazioni della linguistica storica (PDF), Vol. I, 2 tomi, Firenze, Leo S. Olschki, 1984-1994, ISBN 978-88-222-3254-0.
- Le origini della cultura europea. Dizionari etimologici. Basi semitiche delle lingue indeuropee. Tomo I: Dizionario della lingua greca; tomo II: Dizionario della lingua latina e di voci moderne (PDF), II, Firenze, Leo S. Olschki, 1984-1994, ISBN 978-88-222-4233-4. URL consultato il 24 luglio 2013.
- L'infinito: un equivoco millenario - Le antiche civiltà del Vicino Oriente e le origini del pensiero greco, collana "Sintesi", Torino, Paravia Bruno Mondadori,, 2001, ISBN 88-424-9762-2. URL consultato il 24 luglio 2013.
- Giovanni Semerano, Gli influssi delle antiche civiltà del Medio Oriente sulla prima formazione culturale dell'Europa, in Gianluca Bocchi e Mauro Cerutti (a cura di), Le radici prime dell'Europa. Gli intrecci genetici, linguistici, storici, AA.VV. (tra cui Luigi Luca Cavalli-Sforza, Colin Renfrew, James Patrick Mallory, Mario Alinei, Francisco Villar e Walter Burkert), Torino, Paravia Bruno Mondadori, 2001, ISBN 88-424-9731-2. URL consultato il 24 luglio 2013.
- Il popolo che sconfisse la morte. Gli Etruschi e la loro lingua, Torino, Paravia Bruno Mondadori, 2003, ISBN 88-424-9762-2.
- Maria Felicia Iarossi (a cura di), La favola dell'indoeuropeo, collana Sintesi, Torino, Paravia Bruno Mondadori, 2005, ISBN 978-88-424-9274-0. URL consultato il 25 luglio 2013.

## Teoria
Nei suoi studi Semerano sostiene che esistano somiglianze e affinità tra i lessici delle lingue mesopotamiche, in particolare dell'accadico, con le antiche lingue d'Europa, supportate da numerose citazioni di testi antichi e moderni.
Secondo Semerano, a causa della continua evoluzione delle lingue umane, non sarebbe utile alla ricerca ipotizzare una "protolingua", che egli ritiene non veramente esistita e che non potrebbe comunque che rappresentare un singolo momento in quello che viene considerato un "continuum linguistico con variazioni": il concetto e l'astratto modello di "protolingua" dovrebbe essere piuttosto inteso come uno strumento d'indagine statistica applicato alla linguistica. Semerano ritiene inoltre necessario considerare e indagare le possibili connessioni e quindi l'affinità o la parentela, le ibridazioni, i prestiti, le reciproche influenze con tutte le altre lingue umane contigue, come le lingue afroasiatiche dell'Africa e quelle non indoeuropee dell'Asia, in una visione "filogeneticamente" aperta.
Considera l'indoeuropeo ricostruito dai linguisti tradizionali una lingua inventata, senza una terra e senza un popolo che l'avrebbe parlata e la teoria un'ipotesi mantenuta in vita perché funzionale a un'ideologia definita etnorazzista (verso altri popoli non indoeuropei) e socioclassista e di casta (all'interno delle società europee). Secondo Semerano, la storia e il senso di ogni lingua umana si troverebbe soltanto e unicamente nel contesto di tutte le altre lingue, che insieme formerebbero la lingua umana in generale. Tutte le lingue del mondo sarebbero comparabili perché tutte appartengono allo stesso genere e alla specie umana, a prescindere dalla loro tipologia, morfologia, declinazioni, una volta che le parole siano scomposte nei loro elementi costitutivi essenziali e siano individuate le radici, i temi centrali, gli affissi.
Sulla base delle affinità riscontrate, Semerano sostiene che le antiche lingue mesopotamiche costituirebbero la testimonianza di una fase preistorica e agglutinante della lingua umana, che poi altrove si è evoluta nelle lingue a prevalenza flessiva, come sarebbe dimostrato dal passaggio nella lingua amorrea. Semerano ritiene inoltre che il metodo comparativo adottato dalla linguistica, per essere scientificamente valido dovrebbe essere universale, ovvero applicabile a tutti i casi e non soltanto ad alcuni. Per la legge della rotazione consonantica (Lautverschiebung), moltissimi casi interni alle lingue indoeuropee, che non troverebbero alcuna spiegazione nell'ambito dell'indoeuropeo, si chiarirebbero invece nella comparazione con le antiche lingue mesopotamiche.

## Dibattito critico
Le teorie di Semerano sono controverse in ambito accademico.

### Favorevoli
I suoi lavori e la sua teoria hanno suscitato accesi dibattiti e reazioni contrastanti. La sua opera è frequentemente citata da Elémire Zolla (scrittore, filosofo e storico delle religioni, ma non linguista), che ha scritto: «Un colpo violento di recente [ho subito] alla lettura dell'opera prodigiosa di Giovanni Semerano, che ha sconfitto proprio l'ordine indoeuropeo delle origini europee semplicemente leggendo con la dovuta serietà i classici latini e greci».
Gli diede consenso anche l'orientalista Giovanni Garbini. Diego Marani definì gli studi etimologici di Semerano «[…] vera e propria resistenza al "mare di sabbia" che ci circonda» e Gian Piero Jacobelli definì le sue «[…] indagini convincenti e sotto molti aspetti babeliche, o babiloniche,». I suoi sostenitori pongono l'accento sulla enorme mole del materiale analizzato e sulla ricostruzione storica offerta dei contatti tra Europa e Vicino Oriente.
Francesco Stella osserva che l'opera di Semerano «è stata trascurata o criticata aspramente dai glottologi». Paolo Matthiae, capo della spedizione italiana in Siria, rinvenne una statuetta acefala che riproduceva il figlio di Ibbit Lim re di Ebla assieme a ventimila tavolette della Biblioteca di Ebla tradotte dall'assiriologo Giovanni Pettinato, scoperta che avvalorava, a giudizio dello stesso Pettinato, l'ipotesi di Giovanni Semerano. Francesco Stella definisce Le origini della cultura europea «un esperimento in qualche modo analogo a quello di Bernal» e ritiene che dalla «[…] tesi, che sconvolge il quadro finora accettato della separazione tra ceppo indoeuropeo e ceppo semitico», si sia «[…] aperto un varco, sia pure amatoriale, nelle incrollabili convinzioni derivate dalla linguistica ottocentesca».

### Contrari
Umberto Galimberti in un articolo del 2002 ricordò che «[…] Indro Montanelli […] aveva invitato Giovanni Semerano a scrivere alcuni articoli sull'argomento sul suo giornale. Questo piccolo riconoscimento infastidì Salvatore Settis, che il 23 febbraio dell'85 attaccò su "Tuttolibri" de La Stampa Giovanni Semerano, colpevole a suo dire di considerarsi il Galileo che pretendeva una rivoluzione copernicana a proposito dell'origine delle lingue. Quando Galimberti, sostenitore di Semerano, si rivolse all'Einaudi per suggerire la pubblicazione de L'infinito: un equivoco millenario, Settis ne sconsigliò la pubblicazione poiché non ne "approvava nessuna riga". Riguardo al termine ápeiron (ἄπειρον) Franco Ferrarotti commentò: «È curioso però che lo stesso autore, nel ponderoso dizionario della lingua greca […], alla voce "apeirésios" (ἀπειρέσιος) dia come significati essenziali i seguenti: "senza limite, senza divisione, infinito, immenso, innumerevole"».
Semerano nelle sue opere non confuta o non spiega altrimenti le scoperte filologiche ed archeologiche che a partire dalla fine del XIX secolo hanno deposto a favore della teoria dell'indoeuropeo. Fra queste si possono annoverare la decifrazione delle tavolette ittite, realizzata proprio partendo dal presupposto che fossero scritte in una lingua indeuropea scritta in caratteri cuneiformi; la decifrazione delle tavolette in lineare B, rivelatasi una forma arcaica di greco del II millennio a.C. più vicina all'indoeuropeo ricostruito rispetto ai dialetti ellenici attestati in epoca storica; la scoperta del tocario, una lingua parlata nel bacino del fiume Tarim, nell'attuale provincia cinese dello Xinjiang, il cui sistema verbale risulta comprovante la ricostruzione fatta per il sistema verbale indoeuropeo.
Lo stesso Semerano afferma di basarsi non sul metodo elaborato dalla linguistica comparata ma su assonanze fonetiche e su affinità di significato, seguendo dunque un procedimento paretimologico. Non vengono inoltre definite le leggi linguistiche che avrebbero presieduto alla trasformazione dell'accadico nelle diverse lingue esaminate e non vengono presi in considerazione gli aspetti morfologici e grammaticali. Ad esempio il termine latino res (nominativo dalla radice re-, con il significato di "cosa", viene accostato alla radice accadica rēš (rēšu, con il significato di "capo", "unità da computare", "beni"). Alcuni recensori, tuttavia, hanno fatto notare che Semerano non conosce le lingue semitiche, ma si limita a confrontare tra loro le forme che trova sui diversi vocabolari, ignorando gli sviluppi di tutta la linguistica del Novecento.